# Papilio forbesi
Papilio forbesi là một loài bướm thuộc họ Papilionidae. Nó là loài đặc hữu của Sumatra.
Sải cánh dài 90–100 mm.

## Hình ảnh

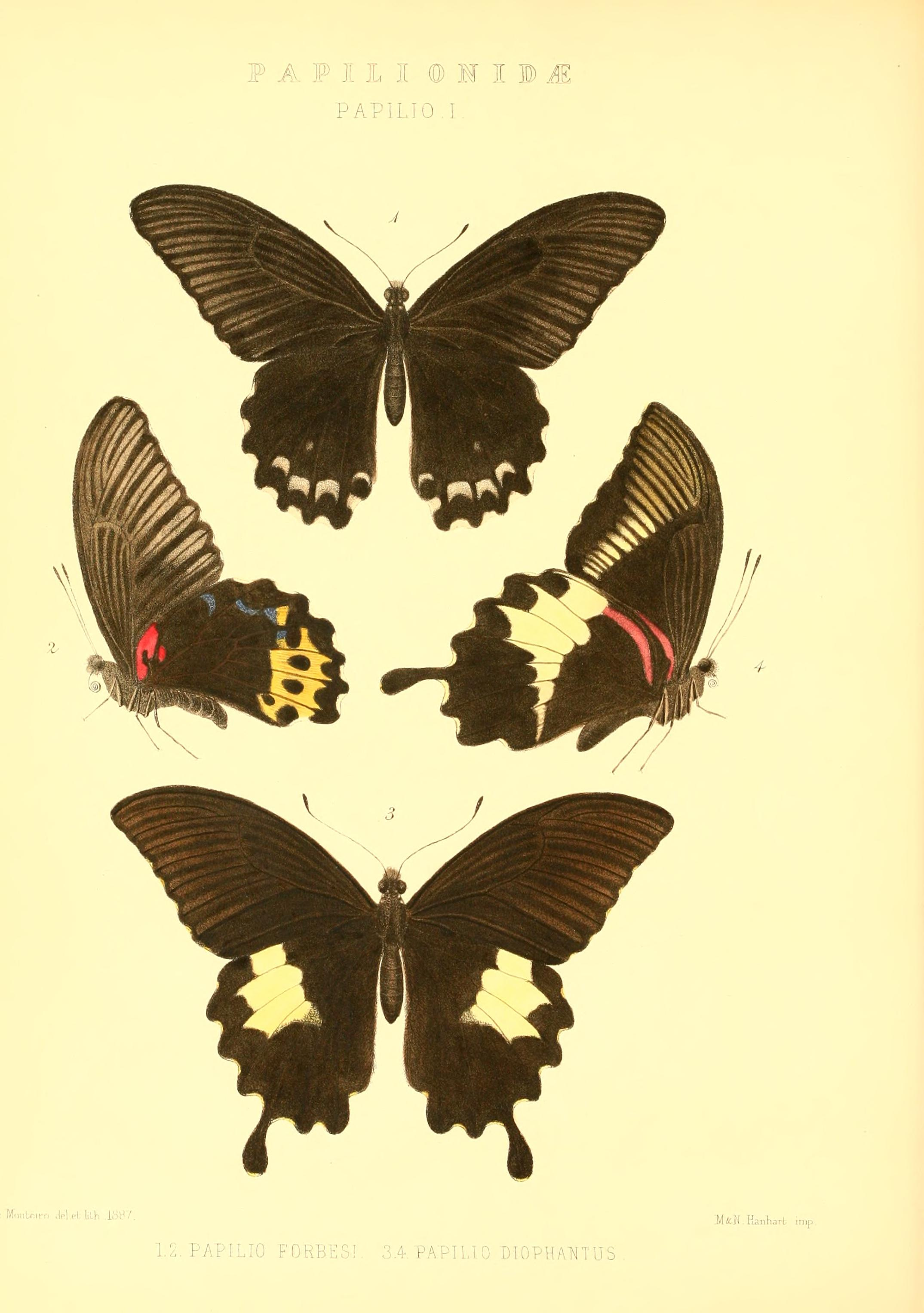